# Michael Rainey Jr.
Michael Rainey Jr. (Louisville, Kentucky, 22 de septiembre de 2000) es un actor estadounidense conocido por el papel de Tariq St. Patrick en Power y Power Book II: Ghost. También interpretó a Michael Burset en Orange Is the New Black y a Jalen en La barbería 3.

## Vida y educación
Rainey Jr. nació en Louisville, Kentucky, hijo de Michael Rainey Sr. y Shauna Small. A través de su madre, es de ascendencia jamaicana. Su padre es de Nueva York, Rainey Jr. se crio en Staten Island, Nueva York desde la edad de 1 año. Rainey Jr. apoya a 'Find and Feed', una organización con sede en Indiana que se ocupa de las personas sin hogar.

## Carrera
Rainey Jr. comenzó su carrera a la edad de diez años cuando apareció en Un Altro Mundo, y la siguió con apariciones en una variedad de películas y programas como Orange Is the New Black, La barbería 3, Amateur, 211 y Power.
Rainey Jr. actualmente interpreta a Tariq St. Patrick en la franquicia ampliada de Power, Book II, en la que interpreta al personaje principal del programa..
En marzo de 2022, Rainey Jr., junto con el coprotagonista de Power, Gianni Paolo, lanzaron Twenty Two Entertainment. El primer proyecto es el podcast autohospedado, The Crew Has It. Twenty Two Entertainment está totalmente financiado por Artists For Artists, lanzado en diciembre de 2021 por Kenan Thompson y John Ryan Jr.

## Filmografía

### Cine
| Año  | Título                  | Papel         |
| ---- | ----------------------- | ------------- |
| 2010 | Un Altro Mondo          | Charlie       |
| 2010 | Waiting Room            | Wild Child    |
| 2010 | Sunny & Share Love You  | Jason         |
| 2012 | LUV                     | Woody         |
| 2013 | The Butler              | Cecil Gaines  |
| 2014 | Second Chance Christmas | Lawrence      |
| 2016 | La barbería 3           | Jalen         |
| 2018 | Amateur                 | Terron Forte  |
| 2018 | 211                     | Kenny Rastell |

### Televisión
| Año           | Título                  | Papel             | Notas       |
| ------------- | ----------------------- | ----------------- | ----------- |
| 2020–presente | Book II                 | Tariq St. Patrick | Principal   |
| 2014–2020     | Power                   | Tariq St. Patrick | Secundario  |
| 2010–2015     | Orange Is the New Black | Michael Burset    | 7 episodios |